# Vajda Péter Evangélikus Gimnázium
A Vajda Péter Evangélikus Gimnázium (régebbi nevein Vajda Péter Gimnázium, Szakközépiskola és Kollégium, Vajda Péter Gimnázium illetve Szarvasi Ágostoni Hitvallású Evangélikus Gimnázium) egy szarvasi középfokú oktatási intézmény, gimnázium. A város és a vármegye egyik legrégebbi múltra visszatekintő, első gimnáziuma. Az iskola nevét 1930-ban kapta Vajda Péter költőről, aki 1843 és 1846 között a gimnázium tanára és igazgatója volt, így neki köszönhető, hogy az intézmény országos hírűvé vált. Az intézmény a 19. század óta az evangélikus egyház fennhatósága alá tartozott, egészen az 1948-as államosításig. Végül 2012. szeptember 1-jével lett az intézmény fenntartója újra a Magyarországi Evangélikus Egyház lett. 2014-ben költözött be a Kossuth Lajos utca 43. szám alá tartozó épületbe, amely az Evangélikus Újtemplom szomszédságában helyezkedik el.

## Története

### Alapítása és a mezőberényi évek (1802-1834)
Az 1790. évi XXVI. tv. 5. pontja biztosította a nem katolikus felekezetek számára az iskolaalapítás jogát. A szarvasi iskola alapítását Boczkó Dániel lelkész kezdeményezte a Békés-Bánáti Evangélikus Egyházmegye közgyűlésén 1802 nyarán. A szándék fontos volt, hiszen ekkoriban a legközelebbi gimnázium Aszódon helyezkedett el, és több diák is a felső-magyarországi evangélikus intézményben tanult. Akkoriban a tanult emberek hiányai is jelentős volt a falvakban és mindhárom közösség (magyar, német, szlovák) számára segítséget jelenthet a nyelvtanulás terén.
Még ugyanebben az évben november 1-jén  51 beiratkozott tanulóval és 5 tanárral, Skolka András igazgató irányítása alatt megkezdődött a tanév. Az első években a vármegye első gimnáziuma még Mezőberényben működött, három bérelt helyiségben, mivel Szarvason nem voltak erre adottak a feltételek. Az iskola fenntartását egyházi és főnemesi adományokból (többek között a Wenckheim család) finanszírozták. Intézmény tanítási tervezete  latin nyelvű bölcsészeti-theológiai irányzatú volt.
1830-ban a tanulólétszám meghaladta a 186 főt, és a tantestületben is gyakori személyi változások történtek a magasabb fizetés miatt. Ennek következtében az iskola helyzete elkezdett romlani és Szarvason mozgalmat indítottak az áttelepítés érdekében.

### Szarvasra település évei (1834-1843) és Vajda Péter kora (1843-1849)
Az egyházi és politikai vezetőknek köszönhetően Bolza József és Prónay Albert is támogatta az iskola Szarvasra hozatalát javadalmaikkal. Az egyházközségek lélekszámonként járulékot fizettek a gimnázium fennmaradásáért, addig a szarvasi egyházközség Tessedik Sámuel egykori mezőgazdasági iskoláját (a mai Tessedik Sámuel Múzeum épülete) ajánlotta fel. Ennek következtében 1834-től már Szarvason folyt az oktatás. A mezőberényi épületet bérbe, majd 1843-ban 4000 forintért végleg eladták.
A tanítási tervezet nyelvi, történeti irányzatúvá vált. Az 1830-as évek végére az iskolában megjelenő problémák (leginkább fegyelmezési, tanulmányi gondok és a tantestületen belüli viszály) miatt a tanulói létszám elkezdett csökkenni.
1843-ban az egyházmegye megszerezte tanárnak és igazgatónak a költő, MTA és Kisfaludy Társaságbeli tagot, Vajda Pétert. Az iskola tekintélyét helyreállította: megfelelő képzettségű és erkölcsi magatartású tanárokat alkalmazott (Ballagi Mór és Greguss Ágost), a szakrendszerű tanítást bevezette, könyvtárat és ösztöndíjakat létesített, megszűnt a tesi fenyítés, természettudományos tanítást helyezte a középpontban (emiatt két új tanszéket is szervezett) és önképző tagságot szervezett. 1843-től kezdve magyar nyelven folyt az intézményben a tanítás. Szorgalmazta az iskola líceummá minősítését is. Ez az 1846-ban bekövetkezett halála miatt már nem valósult meg. Ballagi és Greguss lettek az utódai, akik 1849-ig maradtak az iskolában.
Az 1848-49-es forradalom és szabadságharc idején számos diák és tanár vonult be a nemzetőrségbe szolgálni, így egy időre szünetelt a tanítás. 1849. július 28-án az intézmény falain belül katonai kórház létesült, így a tanárok elköltöztek, a könyvtárat átszervezték, a szertárakat pedig bezárták.

### Létharc és az állami oktatás szervezetében (1850-1914)
A szabadságharcot követően az önkényuralom során nem kellett a protestáns autonómia az iskolák élére. Ballagi Mór nem taníthatott tovább az iskolában, bevezetésre került a Thurn-féle reform, ami a szaktanításra kötelezte az intézményt és 12 tanár meglététől tette függővé az intézmény nyilvánossági jogát. Ennek következtében az egyházmegye gyülekezeteinek adóiból és a helyi arisztokraták áldozatkészségének köszönhetően az intézmény fennmaradt. 1857-ben Tatay István lett az igazgató, akinek ideje alatt fejlődésen ment keresztül az iskola.
A nyilvánossági jog megszerzése mellett az 1861/62-es tanévben már érettségi vizsgát is szervezhettek az intézmény falain belül. 1863-tól főgimnáziumi, majd főiskolai címet kapott. Ezenkívül elindult a tanítóképzés és a nyolcosztályos képzés is. Gyarapodott a könyvtár és a szertárak felszereltsége, gyűjteménye. Az 1870-es években az iskola épület emeletét magasították, kibővítették egy középső szárnnyal. Ezt a bővített épületet 1872. szeptember 16-án adták át. Később egy tornacsarnokkal is bővítették az intézményt. Az 1890-es években a Kőrös partján még uszodája is lett a gimnáziumnak.
1895-ben bevezetésre került az 1883. évi XXX. törvény által megszabott állami tanterv szerinti oktatás. Ennek értelmében a fenntartó a tankerületi igazgatóság mellett az arad-békési, békési és csongrád-csanádi egyházmegyék lettek. 1905. április 8. és 1906. október 2. között Baumgarten Sándor terveinek megfelelően felépült az új, 20 tanteremmel, előadóval és korszerű szertárakkal felszerelt gimnáziumi épület. Az iskola a felvirágzását Benka Gyula igazgatósága alatt érte el.

### A két világháború közötti időszak és az újjáépítés (1914-1948)

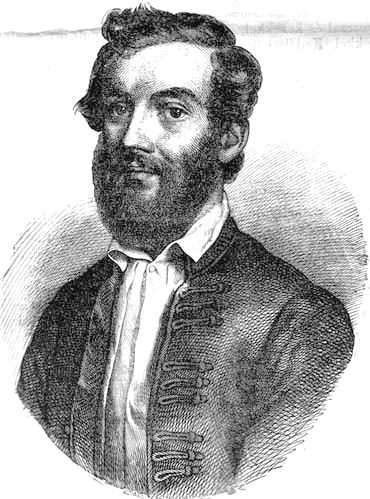
Vajda Péter (1808-1846) magyar költő, drámaíró, pedagógus, evangélikus gimnáziumi tanár, a Magyar Tudományos Akadémia, a Kisfaludy Társaság rendes tagja és Vajda János költő nagybátyja. Az intézményt 1843 és 1846 között vezette, emellett tanított is. 1930 óta viseli az intézmény a nevét, 1977-be pedig szobrot emeltek tiszteletére az iskola előkertjében.

Az I. világháború idején a diákok és tanárok egy része a frontra került, az épület egy része hadikórházként működött és a hadiérettségit is bevezették. 1916-ban menekült diákokat, 1919-ben állomásozó román katonákat fogadtak az intézmény falain belül. 1926-ban létrehozták az intézmény Öregdiákok Szövetségét. 1930-ban felvette az intézmény Vajda Péter nevét és még abban az évben szeptember 11-én átadták az internátus épületét. A II. világháborúban a tantestület egy jelentős része katonai szolgálat miatt távol volt, helyettük nyugállományba vonult tanárok tanítottak. 1944 tavaszán német, majd 1944 őszétől szovjet hadikórházként funkcionált az épület.
1945. év elején indult el újból az oktatás, amit a diákok és tanárok önkéntessége által sok értéket mentettek meg a megrongálódott épületből. A kor küzdelmeit és tankönyvhiányát a tanári munka enyhítette.

### Államosítástól a rendszerváltásig (1948-1990)
1948. június 30-án a gimnáziumot államosították. Elvesztette főgimnáziumi rangját, állami tantervet vezettek be és csak négy évfolyamos képzés indulhatott el. 1959-ben a gimnázium egykori épületét a Felsőfokú Óvónőképző intézet kapta meg, így az oktatás a Tessedik téri 2. Sz. Általános Iskola, az Ipartestület épületében és a könyvtárban folyt. Hosszú éveket követően 1962-ben a gimnázium ismét kollégiumi épületet kapott. 1966-ban az intézmény ismét költözött, mégpedig a Vajda Péter u. 20. és a Kossuth utca 5-7. szám alá.  Az 1960-as években mezőgazdasági, az 1970-es években közgazdasági szakképzéssel bővült a profil. 1977-ben a gimnázium alapítás 175. évfordulójára került felavatásra Vajda Péter szobra, a könyvtár pedig a múzeum épületébe költözött. 1985-ben elindult a speciális idegen nyelvi tagozat a matematika-biológia tagozat mellett.

### A rendszerváltástól napjainkig (1990 óta)
A rendszerváltást követően a gimnázium Szarvas Város Önkormányzata alá került. 1991-ben a gimnázium B épülete az Ifjúsági Házba került, addig a központi épületet és a kollégiumot bővítették. Az 1990-es években sportosztállyal és nyolc évfolyamos gimnáziummal bővült a képzés köre. 1994-ben létesült a Vajda Péter alapítvány. 1995-ben az intézmény informatikai beruházásokkal bővült. 1998 és 2003 között újították fel az épületet, bővítették sportcsarnokkal. A szakképzés a 2000-es években számítástechnikával bővült. 2003 óta van nyelvi előkészítő képzés. 2007. augusztus 1-től összevonták az intézményt a Szarvas Város Általános Iskolája és Óvodájával.
2012. szeptember 1. óta újra evangélikus kézbe került a gimnázium. 2014. szeptember 1-jétől a gimnázium egy új épületbe költözött, amely a város Evangélikus Újtemplomának szomszédságában található.

## Képzéseik
Jelenleg a gimnáziumban angol nyelvű, biológia és matematika képzés, illetve egy általános tantervű gimnáziumi képzés szerepel a képzések között.

### Emelt szintű angol nyelv tagozat
A diákok magas óraszámban tanulják az angol nyelvet, amely értelmében 10. osztályban emelt érettségit lehet tenni és később a német nyelvet lehet tanulni emelt óraszámban. A cél az, hogy a képzés végére a diákok két nyelvből is tegyenek emelt szintű vizsgát, vagy angolból emelt fokú nyelvvizsgát.

### Emelt szintű biológia tagozat
A diákok biológia emelt szintű érettségire készülhetnek fel (a kémia és a fizika mellett). A képzések tárgyi feltételeit az Öveges labor biztosítja.

### Emelt szintű matematika tagozat
Azok jelentkezését várják, akik műszaki, közgazdászi vagy pénzügyi szakmában tanulnának tovább. 11-12. évfolyamon az emelt szintű matematika képzés mellett informatikából, fizikából vagy egy választott idegen nyelvből lehet emelt érettségit tenni.

### Általános tantervű gimnáziumi osztály
Azok a diákok jelentkezhetnek, akik még nem döntötték el, hogy milyen irányban szeretnének továbbtanulni és ez a négy tanév ad nekik segítséget abban, hogy eldöntsék hol szeretnének továbbtanulni.

### Tehetséggondozás
A biológia, matematika és általános tagozaton lehetőség van az angol nyelv tanulására kiemelt csoportban emelt érettségire való felkészítés jegyében.
Bármely tagozatos hallgató becsatlakozhat a Honvéd Kadét programba.
Emellett a gimnáziumban működik színjátszó, robotika szakkör és természettudományos tehetségműhely.

## Diákélet

### Hagyományok

#### Vajda Gála
A tavaszi időszak fontos rendezvénye a Vajda Gála, amely az iskola tanulóinak kulturális seregszemléje. Remek lehetőség arra, hogy a diákok bemutassák tehetségüket társaiknak, a szülőknek, és az érdeklődőknek. A tavaszköszöntő műsorban a különböző művészeti és sportprodukciók láthatóak. A műsorról TV felvétel is készül, hogy a város lakossága is megismerkedhessen az előadással. A gálán való részvétel szigorúan önkéntes alapon történik.

### Szarvasi Vajdás Öregdiákok Baráti Köre

#### Története

##### Szarvasi Öregdiákok Szövetsége
A kör ötlete Kemény Gyula kezdeményezésére jött létre, az 1885-ben érettségizettek 40. éves találkozóján, 1925-ben. 1926. május 19-én került sor az alakuló közgyűlésre Budapesten, 66 egykori diák jelenlétében. A szervezet első elnöke dr. Bartóky József lett. 1930-ban a létszám meghaladta már a 600 főt is. Nagy érdeme a szervezetnek, hogy Tessedik Sámuel alakját újra felszínre hozták. Ennek érdekében Keviczky Hugó 1942 őszén szobrot készített az egykori lelkészről, amely előbb a város főterén, majd a Mezőgazdasági Főiskola épületében került elhelyezésre. A szervezet működései feltételei 1944-ben és azt követően korlátozódtak. 1956-ban dr. Hanzó Lajos kísérletet tett a kör újjáélesztésére, de nem volt hosszú életű ez a kezdeményezés.

##### Az utódszervezet
Dr. Perényi Béla és Dr. Gábris József gondolata alapján 1961-ben a szervezet újjáéledt. A 60-as években több rendezvény keretén belül adtak öregdiákoknak megszólalási lehetőséget. Ezekben az időkben dr. Hanzó Lajos, dr. Nádor Jenő, dr. Mendöl Tibor, Ruzicskay György, Tatay Sándor, dr. Horváth Dezső, Tepliczky János voltak a szervezet vezetői. 1963-ban hozták létre a Vajda-díjat, amit a gimnázium kiemelkedő sport- és tanulmányi sikereket elérő diákja kaphat meg. A szarvasi elköltözés után a szervezet ismét hullámvölgybe került. 1982 után a diákság legjobbjainak jutalmazása és a tanulmányi versenyeken résztvevő tanulók versenyköltségeinek a finanszírozása. Számos nagy adományozójuk volt, köztük Melis György színművész. Az ezredfordulón az aulában kerülnek kiállításra a Vajda-díjban részesült és az iskolában kiváló tanulmányi eredményt elért tanulók fényképei.

#### Célja
A szervezet célja az egykori Vajdás diákok összefogása, a hagyományok ápolása, a tehetséges diákok támogatása és a tanulmányi versenyen szereplő tanulók finanszírozása.

#### Vezetősége
- Elnök: Tóthné Jansik Erzsébet
- Elnökhelyettes: Molnár Béla
- Titkár: Sonkoly János
- Titkárhelyettes: Viszkok Tünde
- Jegyző: Dr. Darida Andrásné
- Pénztáros: Viszkok Tünde

## Igazgatói 2007-ig
- Skolka András (1802-1808)
- Farkas Mátyás (1809-1815)
- Benka Ádám (1816-1829)
- Jankovics János (1829-1830)
- Tomasek Pál (1930-1833)
- Molitorisz Adolf (1834-1836)
- Magda Pál (1836-1840)
- Molitorisz Adolf (1841-1842)
- Vajda Péter (1843-1846)
- Ballagi Mór (1846-1847)
- Greguss Ágost (1848-1849)
- Pecz Gyula (1850)
- Molitorisz Adolf (1851)
- Szemian Dénes (1852)
- Domanovszky Endre (1852-1853)
- Haberern Jonathán (1854-1856)
- Tatay István (1856-1884)
- Benka Gyula (1884-1908)
- Mocskonyi József (1908-1922)
- Saskó Samu (1922-1928)
- Raskó Kálmán (1928-1938)
- Dr. Nádor Jenő (1939-1948)
- Dr. Záhony Béla (1948-1960)
- Dr. Gábris József (1960-1969)
- Árvai Pál (1969-1978)
- Holp József (1978-1990)
- Árvai Pál (1990-1994)
- Pécsváradi Antal (1994-1998)
- Dr. Kepenyes János (1998-2003)
- Dr. Kutas Ferenc (2003-2004)
- Rágyánszky István (2004-2007)

## Híres tanárok
- Ballagi Mór (1843 és 1849 között), 1846-1847 között igazgató
- Benka Gyula ének-zenét és rajzot tanított (1862 és 1908 között), 1884 és 1908 között az intézmény vezetője volt
- Dr. Hanzó Lajos történelmet tanított (1943 és 1960 között)
- Dr. Lovász György
- Dr. Nádor Jenő földrajzot és történelmet tanított (1912 és 1948 között), 1926-ban az iskola könyvtárának címjegyzékét készítette el, 1939 és 1948 között az intézmény igazgatója volt
- Dr. Palov József agrármérnöki és gazdasági tárgyakat tanított (1959 és 1963 között)
- Dr. Szabó Ferenc magyart és történelmet tanított (1959 és 1960 között)
- Greguss Ágost (1846 és 1849 között)
- Koren István magyar, német nyelvet, latint és botanikát tanított (1857-től 1883-as nyugdíjazásáig)
- Kutas Ferenc
- Raskó Kálmán
- Tóthné Jansik Erzsébet
- Vajda Péter (1843-tól haláláig), a tanári feladatai mellett az intézményt is irányította
- Zsilinszky Mihály magyart és történelmet tanított (1861 és 1874 között)

## Híres diákok
- Almási Gábor fizikus
- Almási Tibor történész, egyetemi tanár
- Blaskó Mihály tanár, költő
- Bodonyi Dóra világ- és Európa-bajnok, olimpiai bajnok kajakozó
- Csasztvan András koreográfus, főrendező
- Darida Sámuel labdarúgó-játékvezető
- Dobrotka Pál vendéglátó, gyűjtő, kiadó
- Dombovári Bence világbajnoki ezüstérmes kajakozó
- Dr. Melich János akadémikus
- Dr. Mendöl Tibor tanár, földrajztudós
- Godó György szülész-nőgyógyász szakfőorvos
- Gyóni Géza költő, újságíró
- Hámori Gabriella  színművész
- Hanzó Lajos adat- és távközlés-technikai szakmérnök
- Hartay Csaba költő
- Kemény Gábor tanár
- Kuli István magyar ifjúsági világbajnok kajakozó.
- Lóránt János Demeter festőművész
- Melis György operaénekes
- Paróczai Sándor válogatott labdarúgó, hátvéd, edző
- Petőfi Zoltán költő, író, műfordító, színész, Petőfi Sándor fia
- Ruzicskay György festőművész
- Szabolcska Mihály lelkipásztor
- Szarvas Tibor matematikus
- Székely Mihály pilóta
- Szenes János újságíró
- Vető Ágota tanszékvezető

## Testvériskolák
- Städtisches Gymnasium ( Németország, Haan)
- Joroisten Lukio ( Finnország, Joroinen)
- Cusanus-Gymnasium ( Németország, Wittlich)
- Magyarok Nagyasszonya Magániskola ( Románia, Déva)
- Téglás Gábor Elméleti Líceum ( Románia, Déva)

## Külső hivatkozások
A gimnázium honlapja
A Szarvasi Vajdás Öregdiákok Baráti Körének honlapja